# 伟大将军纪念碑

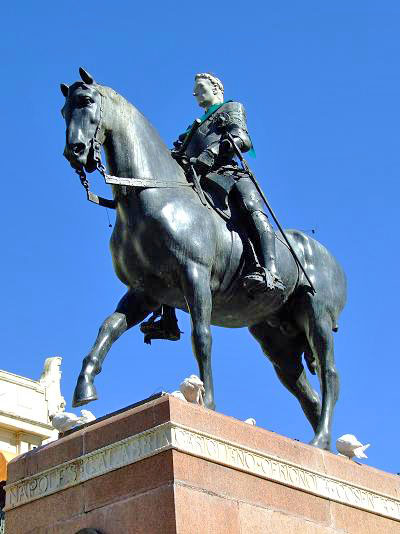

伟大将军纪念碑（西班牙語：Monumento al Gran Capitán）是一件关于貢薩洛·費爾南德斯·科爾多瓦（伟大将军）的雕塑作品，位于西班牙科尔多瓦的坦蒂里亚斯广场（Plaza de las Tendillas）。这是一尊青铜骑马雕像，只有头部用白色大理石雕刻。它是由马特奥·因努里亚（Mateo Inurria）创作于1923年，1927年迁至现在的位置。

## 历史
自19世纪末以来，科尔多瓦市政府一直在考虑修建一座纪念伟大将军的纪念碑。第一个委托给雕塑家马特奥•因努里亚的项目可以追溯到1897年。1907年6月5日，伟大将军大道的第一段完成后，项目的最初动力恢复。1909年，托莱多步兵学院院长安东尼奥·加西亚·佩雷斯教授（Antonio García Pérez）举行了一场辩论，要求庆祝伟大将军逝世400周年，包括在伟大将军大道交叉口修建一座纪念碑，并成立一个委员会负责修建这座纪念碑。1915年，伟大将军逝世四百周年，西班牙政府确认科尔多瓦举行庆典，马特奥·因努里亚于当年完成了纪念碑的设计。
直到1923年，终于筹集到足够的资金来建造这座纪念碑。纪念碑于1923年11月15日落成，最初位于伟大将军大道和隆达·德洛斯·特贾雷斯大道的交叉口。

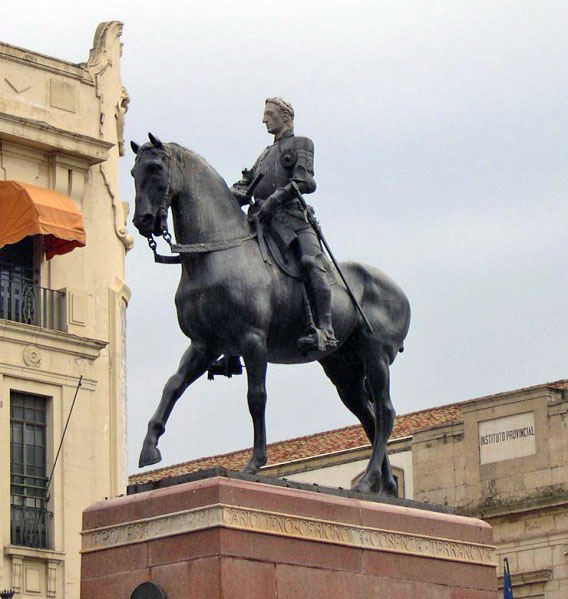

不久，特贾雷斯大道车辆拥堵，纪念碑阻碍了交通。因此，市政建筑师费利克斯·埃尔南德斯（Felix Hernández）设计新的坦蒂里亚斯广场，将纪念碑并入其中。1927年，伟大将军纪念碑搬到了坦蒂里亚斯广场。
2003年10月，纪念碑进行了彻底修复，并涂上了清漆和保护层。2003年12月23日，罗莎·阿吉拉尔市长为其揭幕。